# Adam Price
Adam Price (sinh ngày 23 tháng 9 năm 1968) là một chính khách người Wales phục vụ với tư cách là Lãnh đạo Plaid Cymru kể từ năm 2018. Kể từ  năm 2016 ông đã ngồi trong Quốc hội xứ Wales (Senedd) cho Carmarthen East and Dinefwr, trước đây đã từng là một Nghị sĩ Quốc hội (MP) cho khu vực bầu cử của Carmarthen East and Dinefwr.

## Đầu đời
Con trai của một người khai thác mỏ, Price được sinh ra ở Carmarthen và đã đến Trường Toàn diện Thung lũng Amman ở Ammanford, Carmarthenshire. Ông học tại Đại học Cardiff, lấy bằng Cử nhân về Nghiên cứu Cộng đồng châu Âu năm 1991.

## Đời tư
Price là đồng tính công khai, và vào tháng 9 năm 2018 đã trở thành nhà lãnh đạo nam đồng tính công khai đầu tiên của một Đảng chính trị ở Vương quốc Anh. Ông cũng có mặt trong Danh sách Cầu vồng của các nhân vật hàng đầu xứ Wales.